# Torashirō Kawabe
Torashirō Kawabe (河辺 虎四郎, Kawabe Torashirō) (25 septembre 1890 - 25 juin 1960) est un lieutenant-général de l'armée impériale japonaise qui fut vice-chef de l'État-major de l'armée impériale japonaise durant la Seconde Guerre mondiale. Il est le frère cadet du général Masakazu Kawabe.

## Biographie
Né dans la préfecture de Toyama, Kawabe sort diplômé de la 24e promotion de l'académie de l'armée impériale japonaise en 1912, avec l'artillerie de campagne comme spécialité. Après la fin de sa formation à l'école d'artilleurs et d'ingénieurs en 1915, puis dans la 33e promotion de l'école militaire impériale du Japon en 1921, il sert dans la division d'opérations de l'État-major de l'armée de 1922 à 1925. 
Affecté comme officier résident d'État-major à Riga en Lettonie en 1926, Kawabe étudie l'histoire de l'Union soviétique pendant deux ans avant de retourner au Japon. Promu major, il devient instructeur de tactiques à l'école militaire impériale de 1928 à 1929, avant d'être réaffecté à l'État-major. Trois ans plus tard, il est envoyé à Moscou comme attaché militaire jusqu'en 1934 avant d'être envoyé auprès de l'armée japonaise du Guandong comme officier d'État-major et chef de la section des renseignements militaires. Il est promu colonel en 1935. Au service dans l'armée du Guandong, il participe aux campagnes de Mongolie-intérieure, dans lesquelles le gouvernement japonais soutient le seigneur de la guerre local Li Shou-hsin, pour prendre le contrôle de la province du Cháhāěr dans le nord-ouest de la Mongolie-intérieure. Après avoir servi brièvement comme commandant d'un régiment d'artillerie de campagne de la garde impériale du Japon, il est nommé à l'État-major comme membre du conseil de guerre suprême, et à la suite de l'incident du pont Marco Polo, il est l'un des quelques officiers à soutenir le général Kanji Ishiwara contre une implication supplémentaire du Japon en Chine. 
Promu général de brigade en 1938, Kawabe est de nouveau posté à l'étranger comme attaché militaire, cette fois à Berlin et à Budapest pendant deux ans. Il est rappelé au Japon avant l'entrée dans la Seconde Guerre mondiale. Début 1941, il est affecté au commandement général de défense. Il est promu général de division en 1941 et chef de l'inspection générale de l'aviation. En 1943, il reçoit le commandement de la 2e force aérienne mais retourne à l'État-major en 1944. 
Kawabe est nommé vice-chef de l'État-major de l'armée impériale japonaise en avril 1945 et commande la délégation japonaise à Manille lors des négociations de la capitulation du Japon avec le général Douglas MacArthur.